# Llista d'antibiòtics
La següent llista d'antibiòtics es mostra segons la classe d'antibiòtic:
| Nom genèric                                           | Nom comercial (Espanya)                                         | Altres noms comercials | Usos freqüents | Possibles efectes adversos | Mecanisme d'acció |
| Aminoglucòsids                                        | Aminoglucòsids                                                  | Aminoglucòsids         | Aminoglucòsids | Aminoglucòsids | Aminoglucòsids |
| ----------------------------------------------------- | --------------------------------------------------------------- | ---------------------- | --- | --- | --- |
| Amikacina                                             | Amikacina                                                       | Amikin                 | Infeccions severes causades per bacteris Gram negatius, com són Escherichia coli i Klebsiella especialment Pseudomonas aeruginosa. Efectiu contra bacteris anaeròbics (però no els facultatius). La nemoicina s'indica per a profilaxi de cirurgia abdominal.                       | - Ototoxicitat (Sordesa) (especialment en combinació amb diürètics de nansa) - Vertigen - Nefrotoxicitat (Mal renal) (especialment en combinació amb cefalosporines)      | S'uneix al ribosoma, unitat 30S, i inhibeix la síntesi de proteïnes.                                                                                      |
| Gentamicina                                           | Gentamicina, combinat en pomades i col·liris                    | Garamicina             | Infeccions severes causades per bacteris Gram negatius, com són Escherichia coli i Klebsiella especialment Pseudomonas aeruginosa. Efectiu contra bacteris anaeròbics (però no els facultatius). La nemoicina s'indica per a profilaxi de cirurgia abdominal.                       | - Ototoxicitat (Sordesa) (especialment en combinació amb diürètics de nansa) - Vertigen - Nefrotoxicitat (Mal renal) (especialment en combinació amb cefalosporines)      | S'uneix al ribosoma, unitat 30S, i inhibeix la síntesi de proteïnes.                                                                                      |
| Kanamicina                                            | -                                                               | Kantrex                | Infeccions severes causades per bacteris Gram negatius, com són Escherichia coli i Klebsiella especialment Pseudomonas aeruginosa. Efectiu contra bacteris anaeròbics (però no els facultatius). La nemoicina s'indica per a profilaxi de cirurgia abdominal.                       | - Ototoxicitat (Sordesa) (especialment en combinació amb diürètics de nansa) - Vertigen - Nefrotoxicitat (Mal renal) (especialment en combinació amb cefalosporines)      | S'uneix al ribosoma, unitat 30S, i inhibeix la síntesi de proteïnes.                                                                                      |
| Neomicina                                             | Pdes, col·liris, gotes nasals.                                  |                        | Infeccions severes causades per bacteris Gram negatius, com són Escherichia coli i Klebsiella especialment Pseudomonas aeruginosa. Efectiu contra bacteris anaeròbics (però no els facultatius). La nemoicina s'indica per a profilaxi de cirurgia abdominal.                       | - Ototoxicitat (Sordesa) (especialment en combinació amb diürètics de nansa) - Vertigen - Nefrotoxicitat (Mal renal) (especialment en combinació amb cefalosporines)      | S'uneix al ribosoma, unitat 30S, i inhibeix la síntesi de proteïnes.                                                                                      |
| Netilmicina                                           | -                                                               | Netromicina            | Infeccions severes causades per bacteris Gram negatius, com són Escherichia coli i Klebsiella especialment Pseudomonas aeruginosa. Efectiu contra bacteris anaeròbics (però no els facultatius). La nemoicina s'indica per a profilaxi de cirurgia abdominal.                       | - Ototoxicitat (Sordesa) (especialment en combinació amb diürètics de nansa) - Vertigen - Nefrotoxicitat (Mal renal) (especialment en combinació amb cefalosporines)      | S'uneix al ribosoma, unitat 30S, i inhibeix la síntesi de proteïnes.                                                                                      |
| Estreptomicina                                        | Estreptomicina                                                  |                        | Infeccions severes causades per bacteris Gram negatius, com són Escherichia coli i Klebsiella especialment Pseudomonas aeruginosa. Efectiu contra bacteris anaeròbics (però no els facultatius). La nemoicina s'indica per a profilaxi de cirurgia abdominal.                       | - Ototoxicitat (Sordesa) (especialment en combinació amb diürètics de nansa) - Vertigen - Nefrotoxicitat (Mal renal) (especialment en combinació amb cefalosporines)      | S'uneix al ribosoma, unitat 30S, i inhibeix la síntesi de proteïnes.                                                                                      |
| Tobramicina                                           | Tobramicina, col·liris, sol inhalació                           | Nebcin                 | Infeccions severes causades per bacteris Gram negatius, com són Escherichia coli i Klebsiella especialment Pseudomonas aeruginosa. Efectiu contra bacteris anaeròbics (però no els facultatius). La nemoicina s'indica per a profilaxi de cirurgia abdominal.                       | - Ototoxicitat (Sordesa) (especialment en combinació amb diürètics de nansa) - Vertigen - Nefrotoxicitat (Mal renal) (especialment en combinació amb cefalosporines)      | S'uneix al ribosoma, unitat 30S, i inhibeix la síntesi de proteïnes.                                                                                      |
| Paromomicina                                          | Humatin                                                         |                        | Infeccions severes causades per bacteris Gram negatius, com són Escherichia coli i Klebsiella especialment Pseudomonas aeruginosa. Efectiu contra bacteris anaeròbics (però no els facultatius). La nemoicina s'indica per a profilaxi de cirurgia abdominal.                       | - Ototoxicitat (Sordesa) (especialment en combinació amb diürètics de nansa) - Vertigen - Nefrotoxicitat (Mal renal) (especialment en combinació amb cefalosporines)      | S'uneix al ribosoma, unitat 30S, i inhibeix la síntesi de proteïnes.                                                                                      |
| Ansamicines                                           |                                                                 |                        | | | |
| Geldanamicina                                         | -                                                               |                        | Experimental: antineoplàstic (antibiòtic antitumoral) | | |
| Herbimicina                                           | -                                                               |                        | Experimental: antineoplàstic (antibiòtic antitumoral) | | |
| Carbacefems                                           |                                                                 |                        | | | |
| Loracarbef                                            | -                                                               | Lorabid                | Infeccions respiratòries altes i infeccions urinàries | Ocasionalment trombocitopènia. | Inhibició de la paret cel·lular bacteriana. |
| Carbapenems                                           |                                                                 |                        | | | |
| Ertapenem                                             | Invanz                                                          |                        | Bactericida per als bacteris grampositius i gram negatius; s'usa per a una cobertura d'ampli espectre de manera empírica. (Nota: Existeixen MRSA resistents a aquesta classe d'antibiòtics.) Es combina amb la cilastatina per a reduir la inactivació a nivell dels túbuls renals. | - Malestar estomacal i diarrea - Nàusea - Convulsions - Cefalea (Mal de cap) - Erupció i al·lèrgies                                                                       | Preveu la divisió cel·lular bacteriana inhibint la síntesi de la paret cel·lular.                                                                         |
| Doripenem                                             | Doribax                                                         | Finibax                | Bactericida per als bacteris grampositius i gram negatius; s'usa per a una cobertura d'ampli espectre de manera empírica. (Nota: Existeixen MRSA resistents a aquesta classe d'antibiòtics.) Es combina amb la cilastatina per a reduir la inactivació a nivell dels túbuls renals. | - Malestar estomacal i diarrea - Nàusea - Convulsions - Cefalea (Mal de cap) - Erupció i al·lèrgies                                                                       | Preveu la divisió cel·lular bacteriana inhibint la síntesi de la paret cel·lular.                                                                         |
| Imipenem/Cilastatina                                  | Imipenem/Cilastatina                                            | Primaxina              | Bactericida per als bacteris grampositius i gram negatius; s'usa per a una cobertura d'ampli espectre de manera empírica. (Nota: Existeixen MRSA resistents a aquesta classe d'antibiòtics.) Es combina amb la cilastatina per a reduir la inactivació a nivell dels túbuls renals. | - Malestar estomacal i diarrea - Nàusea - Convulsions - Cefalea (Mal de cap) - Erupció i al·lèrgies                                                                       | Preveu la divisió cel·lular bacteriana inhibint la síntesi de la paret cel·lular.                                                                         |
| Meropenem                                             | Meropenem, Meronem                                              | Merrem                 | Bactericida per als bacteris grampositius i gram negatius; s'usa per a una cobertura d'ampli espectre de manera empírica. (Nota: Existeixen MRSA resistents a aquesta classe d'antibiòtics.) Es combina amb la cilastatina per a reduir la inactivació a nivell dels túbuls renals. | - Malestar estomacal i diarrea - Nàusea - Convulsions - Cefalea (Mal de cap) - Erupció i al·lèrgies                                                                       | Preveu la divisió cel·lular bacteriana inhibint la síntesi de la paret cel·lular.                                                                         |
| Cefalosporines (de primera generació)                 |                                                                 |                        | | | |
| Cefadroxil                                            | EFG, Duracef                                                    | Duricef                | Com les penicil·lines, totes les cefalosporines tenen un anell beta-lactàmic, per la qual cosa són també antibiòtics bactericides. Cocs grampositius, Proteus, Escherichia coli i Klebsiella.                                                                                       | - Malestar estomacal i diarrea - Nàusea (amb la ingesta de begudes alcohòliques) - Reaccions al·lèrgiques                                                                 | Com altres beta-lactamàtics: interrompen la síntesi de peptidoglicà, una capa de la paret cel·lular, tot i que son menys sensibles a les beta-lactamases. |
| Cefazolina                                            | EFG, Intrazolina                                                | Ancef                  | Com les penicil·lines, totes les cefalosporines tenen un anell beta-lactàmic, per la qual cosa són també antibiòtics bactericides. Cocs grampositius, Proteus, Escherichia coli i Klebsiella.                                                                                       | - Malestar estomacal i diarrea - Nàusea (amb la ingesta de begudes alcohòliques) - Reaccions al·lèrgiques                                                                 | Com altres beta-lactamàtics: interrompen la síntesi de peptidoglicà, una capa de la paret cel·lular, tot i que son menys sensibles a les beta-lactamases. |
| Cefalotina                                            | -                                                               | Keflin                 | Com les penicil·lines, totes les cefalosporines tenen un anell beta-lactàmic, per la qual cosa són també antibiòtics bactericides. Cocs grampositius, Proteus, Escherichia coli i Klebsiella.                                                                                       | - Malestar estomacal i diarrea - Nàusea (amb la ingesta de begudes alcohòliques) - Reaccions al·lèrgiques                                                                 | Com altres beta-lactamàtics: interrompen la síntesi de peptidoglicà, una capa de la paret cel·lular, tot i que son menys sensibles a les beta-lactamases. |
| Cefalexina                                            | EFG, Kefloridina                                                | Keflex                 | Com les penicil·lines, totes les cefalosporines tenen un anell beta-lactàmic, per la qual cosa són també antibiòtics bactericides. Cocs grampositius, Proteus, Escherichia coli i Klebsiella.                                                                                       | - Malestar estomacal i diarrea - Nàusea (amb la ingesta de begudes alcohòliques) - Reaccions al·lèrgiques                                                                 | Com altres beta-lactamàtics: interrompen la síntesi de peptidoglicà, una capa de la paret cel·lular, tot i que son menys sensibles a les beta-lactamases. |
| Cefradina                                             | -                                                               | Veracef                | Com les penicil·lines, totes les cefalosporines tenen un anell beta-lactàmic, per la qual cosa són també antibiòtics bactericides. Cocs grampositius, Proteus, Escherichia coli i Klebsiella.                                                                                       | - Malestar estomacal i diarrea - Nàusea (amb la ingesta de begudes alcohòliques) - Reaccions al·lèrgiques                                                                 | Com altres beta-lactamàtics: interrompen la síntesi de peptidoglicà, una capa de la paret cel·lular, tot i que son menys sensibles a les beta-lactamases. |
| Cefalosporines (de segona generació)                  |                                                                 |                        | | | |
| Cefaclor                                              | Ceclor                                                          |                        | Son més eficaços que la penicil·lina davant els bacils gramnegatius, i igual d'eficaços davant els cocs grampositius. Haemophilus influenzae, Enterobacter, Neisseria, Proteus, Escherichia coli i Klebsiella.                                                                      | - Malestar estomacal i diarrea - Nàusea (amb la ingesta de begudes alcohòliques) - Reaccions al·lèrgiques                                                                 | Igual que els altres beta-lactàmics: disrompen la síntesi de peptidoglicà, una capa de la paret cel·lular.                                                |
| Cefamandol                                            | -                                                               | Mandol                 | Son més eficaços que la penicil·lina davant els bacils gramnegatius, i igual d'eficaços davant els cocs grampositius. Haemophilus influenzae, Enterobacter, Neisseria, Proteus, Escherichia coli i Klebsiella.                                                                      | - Malestar estomacal i diarrea - Nàusea (amb la ingesta de begudes alcohòliques) - Reaccions al·lèrgiques                                                                 | Igual que els altres beta-lactàmics: disrompen la síntesi de peptidoglicà, una capa de la paret cel·lular.                                                |
| Cefoxitina                                            | EFG                                                             | Mefoxitin              | Son més eficaços que la penicil·lina davant els bacils gramnegatius, i igual d'eficaços davant els cocs grampositius. Haemophilus influenzae, Enterobacter, Neisseria, Proteus, Escherichia coli i Klebsiella.                                                                      | - Malestar estomacal i diarrea - Nàusea (amb la ingesta de begudes alcohòliques) - Reaccions al·lèrgiques                                                                 | Igual que els altres beta-lactàmics: disrompen la síntesi de peptidoglicà, una capa de la paret cel·lular.                                                |
| Cefprozil                                             | -                                                               | Cefzil                 | Son més eficaços que la penicil·lina davant els bacils gramnegatius, i igual d'eficaços davant els cocs grampositius. Haemophilus influenzae, Enterobacter, Neisseria, Proteus, Escherichia coli i Klebsiella.                                                                      | - Malestar estomacal i diarrea - Nàusea (amb la ingesta de begudes alcohòliques) - Reaccions al·lèrgiques                                                                 | Igual que els altres beta-lactàmics: disrompen la síntesi de peptidoglicà, una capa de la paret cel·lular.                                                |
| Cefuroxima                                            | EFG, Zinnat                                                     | Ceftina                | Son més eficaços que la penicil·lina davant els bacils gramnegatius, i igual d'eficaços davant els cocs grampositius. Haemophilus influenzae, Enterobacter, Neisseria, Proteus, Escherichia coli i Klebsiella.                                                                      | - Malestar estomacal i diarrea - Nàusea (amb la ingesta de begudes alcohòliques) - Reaccions al·lèrgiques                                                                 | Igual que els altres beta-lactàmics: disrompen la síntesi de peptidoglicà, una capa de la paret cel·lular.                                                |
| Cefalosporines (de tercera generació)                 |                                                                 |                        | | | |
| Cefixima                                              | EFG, Denvar                                                     | Suprax                 | Las cefalosporines s'empren en el tractament d'infeccions greus amb organismes resistents a d'altres beta-lactàmics, com certes aparicions de meningitis, i en la profilaxi prèvia a cirurgia ortopèdica, de l'abdomen i la pelvis.                                                 | - Malestar estomacal i diarrea - Nàusea (amb la ingesta de begudes alcohòliques) - Reacciones al·lèrgiques                                                                | Com altres beta-lactàmics: interrompen la síntesi de peptidoglicà, una capa de la paret cel·lular, tot i que son menys sensibles a les beta-lactamases.   |
| Cefdinir                                              | -                                                               | Omnicef                | Las cefalosporines s'empren en el tractament d'infeccions greus amb organismes resistents a d'altres beta-lactàmics, com certes aparicions de meningitis, i en la profilaxi prèvia a cirurgia ortopèdica, de l'abdomen i la pelvis.                                                 | - Malestar estomacal i diarrea - Nàusea (amb la ingesta de begudes alcohòliques) - Reacciones al·lèrgiques                                                                | Com altres beta-lactàmics: interrompen la síntesi de peptidoglicà, una capa de la paret cel·lular, tot i que son menys sensibles a les beta-lactamases.   |
| Cefditoren                                            | Spectracef, Meiact                                              |                        | Las cefalosporines s'empren en el tractament d'infeccions greus amb organismes resistents a d'altres beta-lactàmics, com certes aparicions de meningitis, i en la profilaxi prèvia a cirurgia ortopèdica, de l'abdomen i la pelvis.                                                 | - Malestar estomacal i diarrea - Nàusea (amb la ingesta de begudes alcohòliques) - Reacciones al·lèrgiques                                                                | Com altres beta-lactàmics: interrompen la síntesi de peptidoglicà, una capa de la paret cel·lular, tot i que son menys sensibles a les beta-lactamases.   |
| Cefoperazona                                          | -                                                               | Cefobid                | Las cefalosporines s'empren en el tractament d'infeccions greus amb organismes resistents a d'altres beta-lactàmics, com certes aparicions de meningitis, i en la profilaxi prèvia a cirurgia ortopèdica, de l'abdomen i la pelvis.                                                 | - Malestar estomacal i diarrea - Nàusea (amb la ingesta de begudes alcohòliques) - Reacciones al·lèrgiques                                                                | Com altres beta-lactàmics: interrompen la síntesi de peptidoglicà, una capa de la paret cel·lular, tot i que son menys sensibles a les beta-lactamases.   |
| Cefotaxima                                            | EFG                                                             | Claforan               | Las cefalosporines s'empren en el tractament d'infeccions greus amb organismes resistents a d'altres beta-lactàmics, com certes aparicions de meningitis, i en la profilaxi prèvia a cirurgia ortopèdica, de l'abdomen i la pelvis.                                                 | - Malestar estomacal i diarrea - Nàusea (amb la ingesta de begudes alcohòliques) - Reacciones al·lèrgiques                                                                | Com altres beta-lactàmics: interrompen la síntesi de peptidoglicà, una capa de la paret cel·lular, tot i que son menys sensibles a les beta-lactamases.   |
| Cefpodoxima                                           | -                                                               | Vantin                 | Las cefalosporines s'empren en el tractament d'infeccions greus amb organismes resistents a d'altres beta-lactàmics, com certes aparicions de meningitis, i en la profilaxi prèvia a cirurgia ortopèdica, de l'abdomen i la pelvis.                                                 | - Malestar estomacal i diarrea - Nàusea (amb la ingesta de begudes alcohòliques) - Reacciones al·lèrgiques                                                                | Com altres beta-lactàmics: interrompen la síntesi de peptidoglicà, una capa de la paret cel·lular, tot i que son menys sensibles a les beta-lactamases.   |
| Ceftazidima                                           | EFG, Zavicefta                                                  | Fortaz                 | Las cefalosporines s'empren en el tractament d'infeccions greus amb organismes resistents a d'altres beta-lactàmics, com certes aparicions de meningitis, i en la profilaxi prèvia a cirurgia ortopèdica, de l'abdomen i la pelvis.                                                 | - Malestar estomacal i diarrea - Nàusea (amb la ingesta de begudes alcohòliques) - Reacciones al·lèrgiques                                                                | Com altres beta-lactàmics: interrompen la síntesi de peptidoglicà, una capa de la paret cel·lular, tot i que son menys sensibles a les beta-lactamases.   |
| Ceftibutèn                                            | -                                                               | Cedax                  | Las cefalosporines s'empren en el tractament d'infeccions greus amb organismes resistents a d'altres beta-lactàmics, com certes aparicions de meningitis, i en la profilaxi prèvia a cirurgia ortopèdica, de l'abdomen i la pelvis.                                                 | - Malestar estomacal i diarrea - Nàusea (amb la ingesta de begudes alcohòliques) - Reacciones al·lèrgiques                                                                | Com altres beta-lactàmics: interrompen la síntesi de peptidoglicà, una capa de la paret cel·lular, tot i que son menys sensibles a les beta-lactamases.   |
| Ceftizoxima                                           | -                                                               | Cefizox                | Las cefalosporines s'empren en el tractament d'infeccions greus amb organismes resistents a d'altres beta-lactàmics, com certes aparicions de meningitis, i en la profilaxi prèvia a cirurgia ortopèdica, de l'abdomen i la pelvis.                                                 | - Malestar estomacal i diarrea - Nàusea (amb la ingesta de begudes alcohòliques) - Reacciones al·lèrgiques                                                                | Com altres beta-lactàmics: interrompen la síntesi de peptidoglicà, una capa de la paret cel·lular, tot i que son menys sensibles a les beta-lactamases.   |
| Ceftriaxona                                           | EFG                                                             | Rocephin               | Las cefalosporines s'empren en el tractament d'infeccions greus amb organismes resistents a d'altres beta-lactàmics, com certes aparicions de meningitis, i en la profilaxi prèvia a cirurgia ortopèdica, de l'abdomen i la pelvis.                                                 | - Malestar estomacal i diarrea - Nàusea (amb la ingesta de begudes alcohòliques) - Reacciones al·lèrgiques                                                                | Com altres beta-lactàmics: interrompen la síntesi de peptidoglicà, una capa de la paret cel·lular, tot i que son menys sensibles a les beta-lactamases.   |
| Cefalosporines (de quarta generació)                  |                                                                 |                        | | | |
| Cefepima                                              | Cefepima                                                        | Maxipime               | Una major cobertura en contra de Pseudomonas i organismes grampositius. | * Com altres cefalosporines | Interrompen la síntesi de peptidoglicà. |
| Cefaclidina                                           | -                                                               |                        | Una major cobertura en contra de Pseudomonas i organismes grampositius. | * Com altres cefalosporines | Interrompen la síntesi de peptidoglicà. |
| Cefalosporines (de cinquena generació)                |                                                                 |                        | | | |
| Ceftobiprol                                           | Zevtera                                                         |                        | | - Com altres cefalosporines | Interrompen la síntesi de peptidoglicà. |
| Glicopèptids                                          |                                                                 |                        | | | |
| Teicoplanina                                          | EFG, Targocid                                                   |                        | | | Inhibeix la síntesi de peptidoglicà. |
| Vancomicina                                           | EFG                                                             | Vancocina              | | | Inhibeix la síntesi de peptidoglicà. |
| Macròlids                                             |                                                                 |                        | | | |
| Azitromicina                                          | EFG, Zitromax                                                   | Sumamed, Zitrocin      | Infeccions per estreptococ, sífilis, infecció respiratòria, infecció per Mycoplasma, malaltia de Lyme | - Nàusees, vòmit, i diarrea (especialment en altes dosis) - Icterícia | S'uneix al ribosoma, unitat 50S i inhibeix la síntesi de proteïnes.                                                                                       |
| Claritromicina                                        | EFG, Klacid                                                     | Klaricid               | Infeccions per estreptococ, sífilis, infecció respiratòria, infecció per Mycoplasma, malaltia de Lyme | - Nàusees, vòmit, i diarrea (especialment en altes dosis) - Icterícia | S'uneix al ribosoma, unitat 50S i inhibeix la síntesi de proteïnes.                                                                                       |
| Diritromicina                                         | -                                                               | Dynabac                | Infeccions per estreptococ, sífilis, infecció respiratòria, infecció per Mycoplasma, malaltia de Lyme | - Nàusees, vòmit, i diarrea (especialment en altes dosis) - Icterícia | S'uneix al ribosoma, unitat 50S i inhibeix la síntesi de proteïnes.                                                                                       |
| Eritromicina                                          | Pantomicina, pomades, locions                                   | Eritocina, Eritroped   | Infeccions per estreptococ, sífilis, infecció respiratòria, infecció per Mycoplasma, malaltia de Lyme | - Nàusees, vòmit, i diarrea (especialment en altes dosis) - Icterícia | S'uneix al ribosoma, unitat 50S i inhibeix la síntesi de proteïnes.                                                                                       |
| Roxitromicina                                         | EFG, Rulide                                                     | Roxitrol               | Infeccions per estreptococ, sífilis, infecció respiratòria, infecció per Mycoplasma, malaltia de Lyme | - Nàusees, vòmit, i diarrea (especialment en altes dosis) - Icterícia | S'uneix al ribosoma, unitat 50S i inhibeix la síntesi de proteïnes.                                                                                       |
| Troleandomicina                                       | -                                                               |                        | Infeccions per estreptococ, sífilis, infecció respiratòria, infecció per Mycoplasma, malaltia de Lyme | - Nàusees, vòmit, i diarrea (especialment en altes dosis) - Icterícia | S'uneix al ribosoma, unitat 50S i inhibeix la síntesi de proteïnes.                                                                                       |
| Telitromicina                                         | -                                                               | Ketek                  | Pneumònia | Trastorns visuals, toxicitat hepàtica. | S'uneix al ribosoma, unitat 50S i inhibeix la síntesi de proteïnes.                                                                                       |
| Espectinomicina                                       | Kempi                                                           | Trobicin               | Antimetabòlit, anticancerós i gonococs | | S'uneix al ribosoma, unitat 50S i inhibeix la síntesi de proteïnes.                                                                                       |
| Monobactàmics                                         |                                                                 |                        | | | |
| Aztreonam                                             | Azactam                                                         |                        | | | Com altres beta-lactàmics: interrompen la síntesi del peptidoglicà, una capa de la paret cel·lular.                                                       |
| Penicil·lines                                         |                                                                 |                        | | | |
| Amoxicil·lina                                         | EFG, Clamoxil                                                   | Novamox, Amoxil        | Una àmplia gamma d'infeccions. La penicil·lina encara s'indica en infeccions estreptocòquiques, sífilis i la malaltia de Lyme | - Malestar gastrointestinal i diarrea - Al·lèrgies amb reaccions anafilàctiques greus - Rarament dany renal o cerebral                                                    | Com amb altres beta-lactàmics: interrompen la síntesi de peptidoglicà.                                                                                    |
| Amoxicil·lina amb àcid clavulànic                     | EFG, Augmentine                                                 |                        | Una àmplia gamma d'infeccions. La penicil·lina encara s'indica en infeccions estreptocòquiques, sífilis i la malaltia de Lyme | - Malestar gastrointestinal i diarrea - Al·lèrgies amb reaccions anafilàctiques greus - Rarament dany renal o cerebral                                                    | Com amb altres beta-lactàmics: interrompen la síntesi de peptidoglicà.                                                                                    |
| Ampicil·lina                                          | Britapen, Gobemicina,                                           |                        | Una àmplia gamma d'infeccions. La penicil·lina encara s'indica en infeccions estreptocòquiques, sífilis i la malaltia de Lyme | - Malestar gastrointestinal i diarrea - Al·lèrgies amb reaccions anafilàctiques greus - Rarament dany renal o cerebral                                                    | Com amb altres beta-lactàmics: interrompen la síntesi de peptidoglicà.                                                                                    |
| Azlocil·lina                                          | -                                                               |                        | Una àmplia gamma d'infeccions. La penicil·lina encara s'indica en infeccions estreptocòquiques, sífilis i la malaltia de Lyme | - Malestar gastrointestinal i diarrea - Al·lèrgies amb reaccions anafilàctiques greus - Rarament dany renal o cerebral                                                    | Com amb altres beta-lactàmics: interrompen la síntesi de peptidoglicà.                                                                                    |
| Carbenicil·lina                                       | -                                                               |                        | Una àmplia gamma d'infeccions. La penicil·lina encara s'indica en infeccions estreptocòquiques, sífilis i la malaltia de Lyme | - Malestar gastrointestinal i diarrea - Al·lèrgies amb reaccions anafilàctiques greus - Rarament dany renal o cerebral                                                    | Com amb altres beta-lactàmics: interrompen la síntesi de peptidoglicà.                                                                                    |
| Cloxacil·lina                                         | EFG, Anaclosil, Orbenin                                         |                        | Una àmplia gamma d'infeccions. La penicil·lina encara s'indica en infeccions estreptocòquiques, sífilis i la malaltia de Lyme | - Malestar gastrointestinal i diarrea - Al·lèrgies amb reaccions anafilàctiques greus - Rarament dany renal o cerebral                                                    | Com amb altres beta-lactàmics: interrompen la síntesi de peptidoglicà.                                                                                    |
| Dicloxacil·lina                                       | -                                                               |                        | Una àmplia gamma d'infeccions. La penicil·lina encara s'indica en infeccions estreptocòquiques, sífilis i la malaltia de Lyme | - Malestar gastrointestinal i diarrea - Al·lèrgies amb reaccions anafilàctiques greus - Rarament dany renal o cerebral                                                    | Com amb altres beta-lactàmics: interrompen la síntesi de peptidoglicà.                                                                                    |
| Flucloxacil·lina                                      | -                                                               | Floxapen               | Una àmplia gamma d'infeccions. La penicil·lina encara s'indica en infeccions estreptocòquiques, sífilis i la malaltia de Lyme | - Malestar gastrointestinal i diarrea - Al·lèrgies amb reaccions anafilàctiques greus - Rarament dany renal o cerebral                                                    | Com amb altres beta-lactàmics: interrompen la síntesi de peptidoglicà.                                                                                    |
| Mezlocil·lina                                         | -                                                               |                        | Una àmplia gamma d'infeccions. La penicil·lina encara s'indica en infeccions estreptocòquiques, sífilis i la malaltia de Lyme | - Malestar gastrointestinal i diarrea - Al·lèrgies amb reaccions anafilàctiques greus - Rarament dany renal o cerebral                                                    | Com amb altres beta-lactàmics: interrompen la síntesi de peptidoglicà.                                                                                    |
| Meticil·lina                                          | -                                                               |                        | Una àmplia gamma d'infeccions. La penicil·lina encara s'indica en infeccions estreptocòquiques, sífilis i la malaltia de Lyme | - Malestar gastrointestinal i diarrea - Al·lèrgies amb reaccions anafilàctiques greus - Rarament dany renal o cerebral                                                    | Com amb altres beta-lactàmics: interrompen la síntesi de peptidoglicà.                                                                                    |
| Nafcil·lina                                           | -                                                               |                        | Una àmplia gamma d'infeccions. La penicil·lina encara s'indica en infeccions estreptocòquiques, sífilis i la malaltia de Lyme | - Malestar gastrointestinal i diarrea - Al·lèrgies amb reaccions anafilàctiques greus - Rarament dany renal o cerebral                                                    | Com amb altres beta-lactàmics: interrompen la síntesi de peptidoglicà.                                                                                    |
| Oxacil·lina                                           | -                                                               |                        | Una àmplia gamma d'infeccions. La penicil·lina encara s'indica en infeccions estreptocòquiques, sífilis i la malaltia de Lyme | - Malestar gastrointestinal i diarrea - Al·lèrgies amb reaccions anafilàctiques greus - Rarament dany renal o cerebral                                                    | Com amb altres beta-lactàmics: interrompen la síntesi de peptidoglicà.                                                                                    |
| Penicil·lina                                          | Benzetacil, Farmaproina, Penibiot, Penilevel, Sodiopen, Benoral |                        | Una àmplia gamma d'infeccions. La penicil·lina encara s'indica en infeccions estreptocòquiques, sífilis i la malaltia de Lyme | - Malestar gastrointestinal i diarrea - Al·lèrgies amb reaccions anafilàctiques greus - Rarament dany renal o cerebral                                                    | Com amb altres beta-lactàmics: interrompen la síntesi de peptidoglicà.                                                                                    |
| Piperacil·lina                                        | EFG                                                             |                        | Una àmplia gamma d'infeccions. La penicil·lina encara s'indica en infeccions estreptocòquiques, sífilis i la malaltia de Lyme | - Malestar gastrointestinal i diarrea - Al·lèrgies amb reaccions anafilàctiques greus - Rarament dany renal o cerebral                                                    | Com amb altres beta-lactàmics: interrompen la síntesi de peptidoglicà.                                                                                    |
| Ticarcil·lina                                         | -                                                               |                        | Una àmplia gamma d'infeccions. La penicil·lina encara s'indica en infeccions estreptocòquiques, sífilis i la malaltia de Lyme | - Malestar gastrointestinal i diarrea - Al·lèrgies amb reaccions anafilàctiques greus - Rarament dany renal o cerebral                                                    | Com amb altres beta-lactàmics: interrompen la síntesi de peptidoglicà.                                                                                    |
| Polipèptids                                           |                                                                 |                        | | | |
| Bacitracina                                           | pomades en combinació, pastilles bucals                         |                        | Infeccions de l'ull, oïda i bufeta, normalment s'aplica directament a l'ull o bé inhalat als pulmons; rarament injectat. | Dany renal i de certs nervis (quan és injectat) | Inhibeix la síntesi de components del peptidoglicà a la paret cel·lular bacteriana                                                                        |
| Colistina                                             | Colfinair, Colimestato de sodio, Colixin, Promixin              |                        | Infeccions de l'ull, oïda i bufeta, normalment s'aplica directament a l'ull o bé inhalat als pulmons; rarament injectat. | Dany renal i de certs nervis (quan és injectat) | Interacciona amb la membrana plasmàtica bacteriana, alterant la seva permeabilitat.                                                                       |
| Polimixina B                                          | Col·liris, gotes òtiques, preparats nasals                      |                        | Infeccions de l'ull, oïda i bufeta, normalment s'aplica directament a l'ull o bé inhalat als pulmons; rarament injectat. | Dany renal i de certs nervis (quan és injectat) | Interacciona amb la membrana plasmàtica bacteriana, alterant la seva permeabilitat.                                                                       |
| Quinolones                                            |                                                                 |                        | | | |
| Ciprofloxacina                                        | Ciprofloxacino, Cipro                                           | Ciproxin, Ciprobay     | Infeccions del tracte urinari, prostatitis bacterianes, pneumònia adquirida en la comunitat, diarrea bacteriana, infeccions per micoplasma, gonorrea | Nàusea (rarament), tendinosi (rarament) | Inhibeix la topoisomerasa i altres enzims bacterianes, inhibint la replicació i transcripció d'ADN.                                                       |
| Enoxacina                                             | Ozanex                                                          |                        | Infeccions del tracte urinari, prostatitis bacterianes, pneumònia adquirida en la comunitat, diarrea bacteriana, infeccions per micoplasma, gonorrea | Nàusea (rarament), tendinosi (rarament) | Inhibeix la topoisomerasa i altres enzims bacterianes, inhibint la replicació i transcripció d'ADN.                                                       |
| Gatifloxacina                                         | -                                                               | Tequin                 | Infeccions del tracte urinari, prostatitis bacterianes, pneumònia adquirida en la comunitat, diarrea bacteriana, infeccions per micoplasma, gonorrea | Nàusea (rarament), tendinosi (rarament) | Inhibeix la topoisomerasa i altres enzims bacterianes, inhibint la replicació i transcripció d'ADN.                                                       |
| Levofloxacina                                         | EFG, Tavanic                                                    |                        | Infeccions del tracte urinari, prostatitis bacterianes, pneumònia adquirida en la comunitat, diarrea bacteriana, infeccions per micoplasma, gonorrea | Nàusea (rarament), tendinosi (rarament) | Inhibeix la topoisomerasa i altres enzims bacterianes, inhibint la replicació i transcripció d'ADN.                                                       |
| Lomefloxacina                                         | -                                                               |                        | Infeccions del tracte urinari, prostatitis bacterianes, pneumònia adquirida en la comunitat, diarrea bacteriana, infeccions per micoplasma, gonorrea | Nàusea (rarament), tendinosi (rarament) | Inhibeix la topoisomerasa i altres enzims bacterianes, inhibint la replicació i transcripció d'ADN.                                                       |
| Moxifloxacina                                         | EFG, Actira, col·liri                                           | Avelox                 | Infeccions del tracte urinari, prostatitis bacterianes, pneumònia adquirida en la comunitat, diarrea bacteriana, infeccions per micoplasma, gonorrea | Nàusea (rarament), tendinosi (rarament) | Inhibeix la topoisomerasa i altres enzims bacterianes, inhibint la replicació i transcripció d'ADN.                                                       |
| Norfloxacina                                          | EFG                                                             |                        | Infeccions del tracte urinari, prostatitis bacterianes, pneumònia adquirida en la comunitat, diarrea bacteriana, infeccions per micoplasma, gonorrea | Nàusea (rarament), tendinosi (rarament) | Inhibeix la topoisomerasa i altres enzims bacterianes, inhibint la replicació i transcripció d'ADN.                                                       |
| Ofloxacina                                            | EFG, Oflovir, col·liri                                          | Ocuflox                | Infeccions del tracte urinari, prostatitis bacterianes, pneumònia adquirida en la comunitat, diarrea bacteriana, infeccions per micoplasma, gonorrea | Nàusea (rarament), tendinosi (rarament) | Inhibeix la topoisomerasa i altres enzims bacterianes, inhibint la replicació i transcripció d'ADN.                                                       |
| Trovafloxacina                                        | -                                                               | Trovan                 | Infeccions del tracte urinari, prostatitis bacterianes, pneumònia adquirida en la comunitat, diarrea bacteriana, infeccions per micoplasma, gonorrea | Nàusea (rarament), tendinosi (rarament) | Inhibeix la topoisomerasa i altres enzims bacterianes, inhibint la replicació i transcripció d'ADN.                                                       |
| Sulfonamides                                          |                                                                 |                        | | | |
| Mafenida                                              | -                                                               |                        | Infeccions urinàries (amb l'excepció de la sulfacetamida i la mafenida); la mafenida s'usa com tòpic per cremades | - Nàusea, vòmits, i diarrea - Al·lèrgies - Cristalls a l'orina - Insuficiència renal - Disminució del recompte de glòbuls blancs - Sensibilitat a la llum solar           | Inhibició de la síntesi de l'àcid fòlic, entre d'altres funcions inhibitòries de la síntesi de l'ADN i l'ARN.                                             |
| Prontosil (arcaic)                                    | -                                                               |                        | Infeccions urinàries (amb l'excepció de la sulfacetamida i la mafenida); la mafenida s'usa com tòpic per cremades | - Nàusea, vòmits, i diarrea - Al·lèrgies - Cristalls a l'orina - Insuficiència renal - Disminució del recompte de glòbuls blancs - Sensibilitat a la llum solar           | Inhibició de la síntesi de l'àcid fòlic, entre d'altres funcions inhibitòries de la síntesi de l'ADN i l'ARN.                                             |
| Sulfacetamida                                         | sol. cutània                                                    |                        | Infeccions urinàries (amb l'excepció de la sulfacetamida i la mafenida); la mafenida s'usa com tòpic per cremades | - Nàusea, vòmits, i diarrea - Al·lèrgies - Cristalls a l'orina - Insuficiència renal - Disminució del recompte de glòbuls blancs - Sensibilitat a la llum solar           | Inhibició de la síntesi de l'àcid fòlic, entre d'altres funcions inhibitòries de la síntesi de l'ADN i l'ARN.                                             |
| Sulfametizole                                         | Micturol                                                        |                        | Infeccions urinàries (amb l'excepció de la sulfacetamida i la mafenida); la mafenida s'usa com tòpic per cremades | - Nàusea, vòmits, i diarrea - Al·lèrgies - Cristalls a l'orina - Insuficiència renal - Disminució del recompte de glòbuls blancs - Sensibilitat a la llum solar           | Inhibició de la síntesi de l'àcid fòlic, entre d'altres funcions inhibitòries de la síntesi de l'ADN i l'ARN.                                             |
| Sulfanilimida (arcaic)                                | -                                                               |                        | Infeccions urinàries (amb l'excepció de la sulfacetamida i la mafenida); la mafenida s'usa com tòpic per cremades | - Nàusea, vòmits, i diarrea - Al·lèrgies - Cristalls a l'orina - Insuficiència renal - Disminució del recompte de glòbuls blancs - Sensibilitat a la llum solar           | Inhibició de la síntesi de l'àcid fòlic, entre d'altres funcions inhibitòries de la síntesi de l'ADN i l'ARN.                                             |
| Sulfasalazina                                         | Salazopyrina                                                    |                        | Infeccions urinàries (amb l'excepció de la sulfacetamida i la mafenida); la mafenida s'usa com tòpic per cremades | - Nàusea, vòmits, i diarrea - Al·lèrgies - Cristalls a l'orina - Insuficiència renal - Disminució del recompte de glòbuls blancs - Sensibilitat a la llum solar           | Inhibició de la síntesi de l'àcid fòlic, entre d'altres funcions inhibitòries de la síntesi de l'ADN i l'ARN.                                             |
| Sulfisoxazole                                         | -                                                               |                        | Infeccions urinàries (amb l'excepció de la sulfacetamida i la mafenida); la mafenida s'usa com tòpic per cremades | - Nàusea, vòmits, i diarrea - Al·lèrgies - Cristalls a l'orina - Insuficiència renal - Disminució del recompte de glòbuls blancs - Sensibilitat a la llum solar           | Inhibició de la síntesi de l'àcid fòlic, entre d'altres funcions inhibitòries de la síntesi de l'ADN i l'ARN.                                             |
| Trimetoprim                                           | Tediprima                                                       |                        | Infeccions urinàries (amb l'excepció de la sulfacetamida i la mafenida); la mafenida s'usa com tòpic per cremades | - Nàusea, vòmits, i diarrea - Al·lèrgies - Cristalls a l'orina - Insuficiència renal - Disminució del recompte de glòbuls blancs - Sensibilitat a la llum solar           | Inhibició de la síntesi de l'àcid fòlic, entre d'altres funcions inhibitòries de la síntesi de l'ADN i l'ARN.                                             |
| Trimetoprim/sulfametoxazole (cotrimoxazole) (TMP-SMX) | Septrin, Soltrim                                                | Bactrim                | Infeccions urinàries (amb l'excepció de la sulfacetamida i la mafenida); la mafenida s'usa com tòpic per cremades | - Nàusea, vòmits, i diarrea - Al·lèrgies - Cristalls a l'orina - Insuficiència renal - Disminució del recompte de glòbuls blancs - Sensibilitat a la llum solar           | Inhibició de la síntesi de l'àcid fòlic, entre d'altres funcions inhibitòries de la síntesi de l'ADN i l'ARN.                                             |
| Tetraciclines                                         |                                                                 |                        | | | |
| Demeclociclina                                        | -                                                               |                        | Sífilis, infeccions per Chlamydia, Mycoplasma i Rickettsia, així com en acne | - Malestar gastrointestinal - Sensibilitat a la llum solar - Taques a les dents (especialment en nens) - Potencialment tòxic per a la mare i el fetus durant l'l'embaràs. | S'uneix al ribosoma, unitat 30Si inhibeix la síntesi de proteïnes.                                                                                        |
| Doxiciclina                                           | Vibramicina, Dosil, Doxiclat, Doxipil, Proderma                 |                        | Sífilis, infeccions per Chlamydia, Mycoplasma i Rickettsia, així com en acne | - Malestar gastrointestinal - Sensibilitat a la llum solar - Taques a les dents (especialment en nens) - Potencialment tòxic per a la mare i el fetus durant l'l'embaràs. | S'uneix al ribosoma, unitat 30Si inhibeix la síntesi de proteïnes.                                                                                        |
| Minociclina                                           | Minocin                                                         |                        | Sífilis, infeccions per Chlamydia, Mycoplasma i Rickettsia, així com en acne | - Malestar gastrointestinal - Sensibilitat a la llum solar - Taques a les dents (especialment en nens) - Potencialment tòxic per a la mare i el fetus durant l'l'embaràs. | S'uneix al ribosoma, unitat 30Si inhibeix la síntesi de proteïnes.                                                                                        |
| Oxitetraciclina                                       | -                                                               | Terramicina            | Sífilis, infeccions per Chlamydia, Mycoplasma i Rickettsia, així com en acne | - Malestar gastrointestinal - Sensibilitat a la llum solar - Taques a les dents (especialment en nens) - Potencialment tòxic per a la mare i el fetus durant l'l'embaràs. | S'uneix al ribosoma, unitat 30Si inhibeix la síntesi de proteïnes.                                                                                        |
| Tetraciclina                                          | pomades                                                         | Sumycin                | Sífilis, infeccions per Chlamydia, Mycoplasma i Rickettsia, així com en acne | - Malestar gastrointestinal - Sensibilitat a la llum solar - Taques a les dents (especialment en nens) - Potencialment tòxic per a la mare i el fetus durant l'l'embaràs. | S'uneix al ribosoma, unitat 30Si inhibeix la síntesi de proteïnes.                                                                                        |
| Altres                                                |                                                                 |                        | | | |
| Etambutol                                             | Myambutol                                                       |                        | Antituberculós\| | | |
| Isoniazida                                            | Cemidon                                                         |                        | Antituberculós\| | | |
| Pirazinamida                                          | Pirazinamida                                                    |                        | Antituberculós\| | | |
| Rifampicina                                           | Rifaldin, Rimactan                                              |                        | Antituberculós. També grampositius i micobacteris | Sudoració, llàgrimes i orina vermellosa. | S'uneix a la subunitat β de l'ARN polimerasa inhibint la transcripció.                                                                                    |
| Etambutol/Isoniazida/Pirazinamida/Rifampicina         | Rimstar                                                         |                        | Antituberculós | | |
| Isoniazida/Rifampicina                                | Rifinah                                                         |                        | Antituberculós | | |
| Isoniazida /Pirazinamida/Rifampicina                  | Rifater                                                         |                        | Antituberculós | | |
| Arsfenamina                                           | -                                                               | Salvarsan              | Infeccions per espiroquetes (obsolet) | | |
| Cloramfenicol                                         | -                                                               | Chloromycetin          | | | S'uneix al ribosoma, unitat 50Si inhibeix la síntesi de proteïnes.                                                                                        |
| Clindamicina                                          | EFG, Dalacin, gel i solució tòpiques                            | Cleocin                | Infeccions per acne, profilaxi prèvia a cirurgia. | | |
| Lincomicina                                           | Lincocin                                                        |                        | Infeccions per acne, profilaxi prèvia a cirurgia. | | |
| Daptomicina                                           | Cubicin, Daptomicina                                            |                        | | | |
| Fosfomicina                                           | EFG, Monurol, Fosfocina, Uroseptic                              |                        | | | |
| Àcid fusídic                                          | pomades (Fucidine)                                              | Fucidin                | | | |
| Furazolidona                                          | -                                                               |                        | | | |
| Linezolid                                             | EFG, Zyvoxid                                                    |                        | | | |
| Metronidazole                                         | EFG, Flagyl, gel                                                | Flegyl                 | Giardia | Orina vermellosa, malestar bucal. | |
| Metronidazole/espiramicina                            | Rhodogil                                                        |                        | | | |
| Mupirocina                                            | Mupirocina, Bactroban, Plasimine                                |                        | | | |
| Nitrofurantoïna                                       | Furantoina                                                      | Macrodantina, Macròbid | | | |
| Platensimicina                                        | -                                                               |                        | | | |
| Quinupristin/Dalfopristin                             | -                                                               | Syncercid              | | | |
| Tinidazole                                            | Tricolam                                                        |                        | Uretritis i vaginitis, amebiasi i giardiasi | Mareig, cefalea, somnolència. | |
| Nom genèric                                           | Nom comercial (Espanya)                                         | Altres noms comercials | Usos freqüents | Possibles efectes adversos | Mecanisme d'acció |